# Pierre Perrault (1611-1680)
Pour les articles homonymes, voir Perrault.
Pierre Perrault (né et mort à Paris, 1611-1680) est un haut fonctionnaire et hydrologue français.
Il est le premier à montrer que la quantité d’eau tombée en une année suffit amplement à alimenter les sources et fontaines, et donc les rivières et fleuves. En cela il va à l'encontre de la croyance jusque là admise, que l'eau des sources et rivières provenait de l'océan par des parcours fantaisistes et plus ou moins compliqués.

## Biographie
Malgré la notoriété de certains de ses jeunes frères, notamment Claude, le bâtisseur d’une partie du palais du Louvre, Nicolas, le docteur en théologie connu pour sa dénonciation des Jésuites, et Charles, l’académicien auteur des contes, on connait mal la vie de Pierre, qui a grandi dans une famille bourgeoise, avait au moins sept frères et sœurs, et a probablement vécu toute sa vie à Paris.
Après une formation d’avocat, il acquit, en 1654, la charge de « receveur général des finances de Paris », qui consistait à collecter les impôts pour Louis XIV en retour d’un retour sur les impôts perçus. La décision par Louis XIV, pour calmer ses contribuables rebelles, d’accorder une remise de tous les impôts encore dus après dix ans le ruina lorsqu’il se vit contraint d’affecter une partie des recettes fiscales de 1664 au paiement de ses créanciers. Ne pouvant remettre l’argent des impôts au trésor royal, il fut contraint à la faillite, perdit son crédit auprès de Colbert et fut exilé à Dijon.
Moins illustre qu’au moins deux de ses frères, Pierre Perrault est en fait surtout connu pour avoir créé sa petite « révolution copernicienne » en étant à l’origine du concept de cycle hydrologique. Après sa faillite, il s’est consacré à la science en amateur et concentré son attention sur l’origine des sources. On doit à ses travaux l’ouvrage De l’origine des fontaines, publié sans nom d’auteur en 1674, dédié à son ami Christian Huygens, et la traduction de la Secchia rapita d’Alessandro Tassoni (1678). Il a fait, avec Edme Mariotte, de l’hydrologie une véritable science expérimentale et quantitative.
Pendant les millénaires précédant la publication de l’ouvrage de Perrault, la plupart des philosophes de la nature voyaient, à la suite d’Aristote, l’origine des sources (les fontaines) dans l’eau de la mer et le feu de la terre, affirmant qu’il n’y avait pas assez de précipitations pour tenir compte de l’écoulement dans les rivières et les sources. Selon le philosophe grec, la mer pénétrait sous la terre où elle formait d’immenses lacs souterrains dans des cavernes souterraines. Chauffée par le feu de l’intérieur de la terre, l’eau était censée s’évaporer et cette vapeur se condenser sur les toits des grottes pour s’écouler et alimenter les sources avant de ressortir dans les fleuves et les rivières. En dépit de modèles plus réalistes du cycle de l’eau de certains philosophes comme celui d’Anaxagore, les théories les plus fantaisistes jouissaient du poids de l’autorité. Beaucoup, dont entre autres le génie Léonard de Vinci, se sont fourvoyés dans cette conception erronée, alors que la réalité est si simple en comparaison.
Perrault consacra la première partie de De l’origine des fontaines à l’analyse des idées de ses prédécesseurs et de ce qu’il appelait l’« avis commun », rejetant la plupart de ceux-ci et démontrant, à l’aide d’une série d’expériences, que la pluie ne pénétrait pas dans le sol au-delà d’environ 60 centimètres et qu’ainsi, la plupart de la pluie qui tombe ne va pas dans les sources. Il introduisit le concept de bassin versant : il mesura le débit de la Seine à Bar-sur-Seine et la pluie tombée. Après un an, il trouva que le volume d’eau écoulée représentait un peu plus de la moitié de ce que le bassin versant à l’amont de son point de mesure avait pu recevoir. Il en conclut qu’il n’était pas besoin d’avoir recours à des théories alambiquées pour expliquer l’origine des sources : l’eau des rivières vient tout simplement de la pluie. Il attribua la différence à l’évapotranspiration, dont l’existence fut démontrée quelques années plus tard par Edmond Halley (1687). Cette conclusion a ensuite été étayée par une analyse quantitative plus rigoureuse publiée par Edme Mariotte. Perrault a continué à développer la théorie du cycle hydrologique, qui représente correctement le rôle de l’évaporation, de la transpiration, des infiltrations et du ruissellement de surface.

## Publications
- Pierre Perrault, De l’origine des fontaines : Lettre à M. Huguens au sujet des expériences, Paris, Pierre Le Petit, 1674, 360 p. (lire en ligne).
- « De l’origine des fontaines », sur www.archive.org (consulté le 5 octobre 2011).
- De l'origine des fontaines… Lettre à M. Huguens au sujet des expériences, Paris, Pierre Le Petit, 1674. — Pour la Lettre. — Ou chez Google Livres.
- De l'Origine des fontaines, Paris, J. de la Caille, 1678.
- La Secchia rapita, poema eroicomico di Alessandro Tassoni…, vol. Premier [-second], Paris, G. de Luyne et J.-B. Coignard, 1678.
- (avec Claude Perreault) Œuvres diverses de physique et de mechanique, Leyde, Pierre Van Der Aa, 1721 : vol. 1 ; vol. 2
- Critique du livre de Dom Quichotte de la Manche, 1679 — Manuscrit publié avec introduction et notes par Maurice Bardon, Paris, Les Presses modernes, 1930.
- Alceste, anciens et modernes avant 1680, Philippe Quinault, textes de Ch. Perrault, Racine et P. Perrault, éd. critique par William Brooks, Buford Norman et Jeanne Morgan Zarucchi, Genève, Droz, 1994.
- Œuvres de physique et de mechanique de Mrs. C. & P. Perrault ; en deux tomes, Amsterdam, Jean Frederic Bernard, 1727. VOL 1 : vol. 1 ; vol. 2